# Martin Scorsese

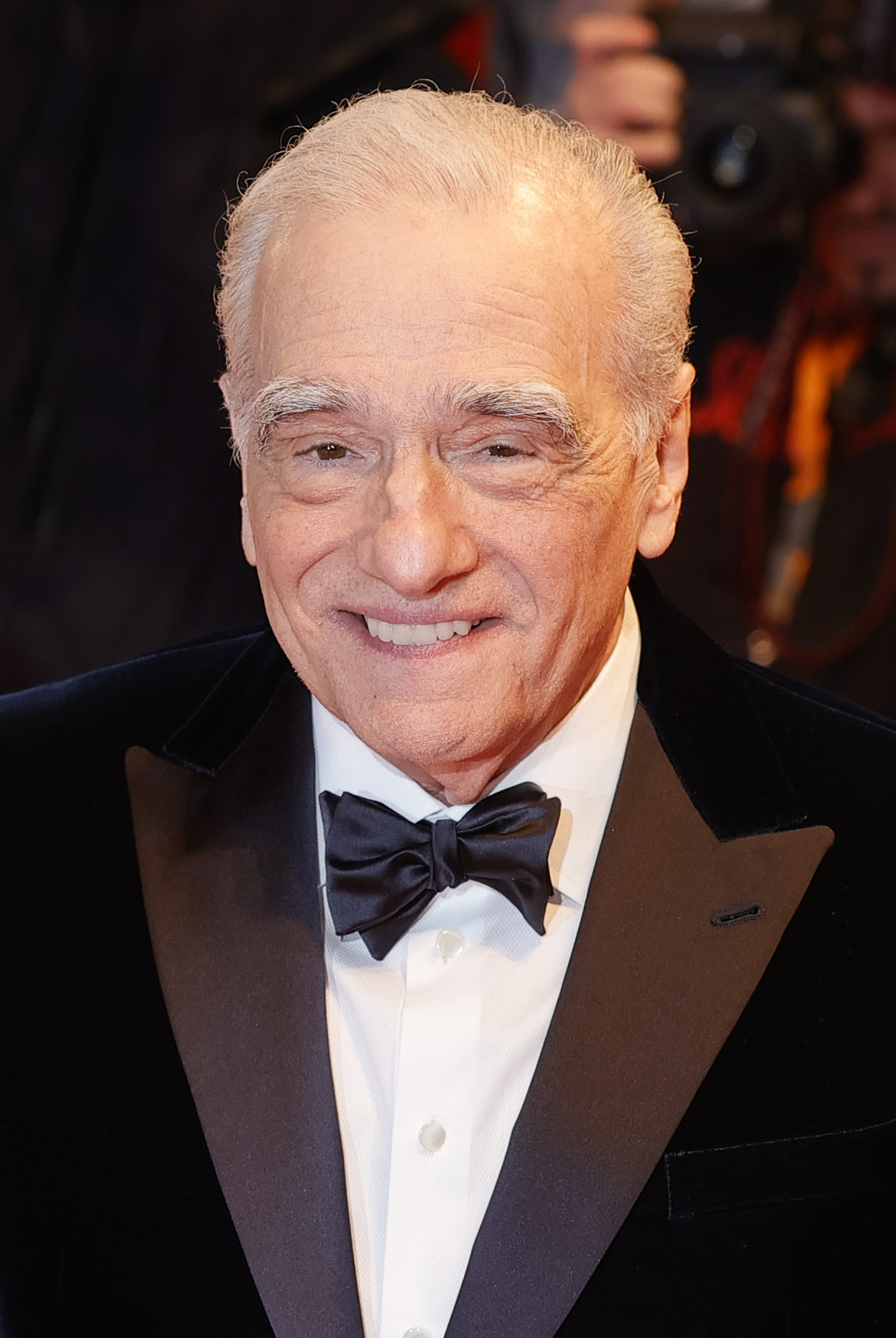
Martin Scorsese auf der Berlinale 2024

Martin Charles Scorsese [skɔɹˈsɛsi] (* 17. November 1942 in Queens, New York City) ist ein US-amerikanischer Regisseur, Drehbuchautor, Filmproduzent und Schauspieler. Er gehört zu den einflussreichsten Regisseuren des zeitgenössischen US-amerikanischen Kinos. Zu seinen bekanntesten Filmen zählen Taxi Driver (1976), Wie ein wilder Stier (1980), GoodFellas – Drei Jahrzehnte in der Mafia (1990), Casino (1995), Departed – Unter Feinden (2006), The Wolf of Wall Street (2013) sowie The Irishman (2019).

## Leben und Karriere
Martin Scorsese ist der jüngste Sohn des Textilarbeiters Charles Scorsese (1913–1993) und dessen Ehefrau Catherine Scorsese, geb. Cappa (1912–1997). Die italoamerikanische Familie lebte im New Yorker Stadtteil Queens. Wegen Asthma bronchiale verbrachte Scorsese einige Monate im Krankenbett und verfasste erste Drehbücher und Storyboards. 1950 zog die Familie nach Little Italy, wo Scorsese erstmals mit der katholischen Kirche in Berührung kam und sich entschloss, Priester zu werden. Nach dem Ausschluss aus der Jesuitenschule strebte er eine Ausbildung als Lehrer an, entschied sich an der New York University 1960 aber für die Filmkunst. Mit finanzieller Unterstützung seines Dozenten drehte Scorsese erste preisgekrönte Kurzfilme und schloss 1965 sein Bachelor-Studium ab. Während er seinen Master machte, arbeitete er vier Jahre lang an seinem Spielfilmdebüt Wer klopft denn da an meine Tür? (1967). Das Budget von 75.000 US-Dollar sollte ihn finanziell ruinieren. Scorsese unterrichtete an der Universität spätere Star-Regisseure wie Oliver Stone und Jonathan Kaplan, bevor er nach Kalifornien zog und sich dort mit Francis Ford Coppola, Steven Spielberg und George Lucas anfreundete. Im Herbst 1971 drehte er für Roger Corman seinen ersten Hollywood-Film, Die Faust der Rebellen, der trotz mäßiger Kritiken sein Publikum fand.

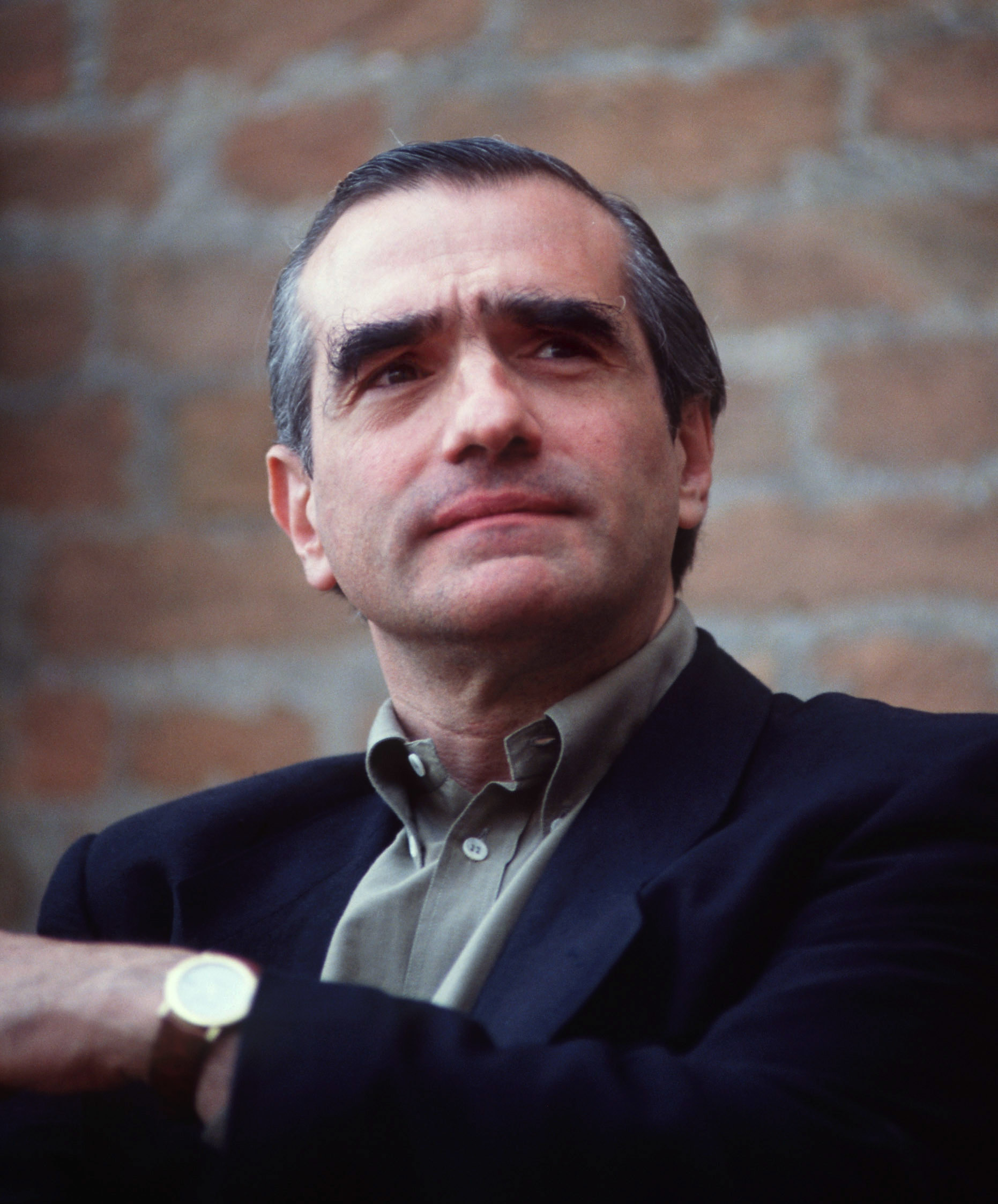
Scorsese 1995 während der 52. Internationalen Filmfestspiele von Venedig, wo er mit dem Goldenen Löwen für sein Lebenswerk geehrt wurde

Nachdem man ihn in die Gewerkschaft der Regisseure aufgenommen hatte, drehte Scorsese mit Hexenkessel 1973 seinen ersten kommerziell erfolgreichen Autorenfilm, der ihn und seinen Darsteller Robert De Niro schlagartig bekannt machte. Der große Durchbruch gelang Scorsese ein Jahr später mit Alice lebt hier nicht mehr (1974), der der Hauptdarstellerin Ellen Burstyn einen Oscar einbrachte, und mit dem Welterfolg Taxi Driver (1976), der beim Filmfestival von Cannes die Goldene Palme gewann. In dieser Zeit, da er als wichtigster Filmemacher seiner Generation gefeiert wurde, setzte seine Drogensucht ein. Sein Erfolg war begleitet von stürmischen Affären und künstlerischen Höhenflügen. Seine Idee, das große Hollywood-Musical mit Liza Minnelli und Robert De Niro in dem 1977 veröffentlichten New York, New York wiederzubeleben, fiel nach zweijähriger Produktion bei Kritik und Publikum durch. Minnelli besetzte Scorsese im selben Jahr als Theaterregisseur in seinem Broadway-Debüt mit dem Musical The Act, das es von Oktober 1977 bis Juli 1978 auf über zweihundert Aufführungen brachte und seiner Hauptdarstellerin den Tony Award bescherte. Obwohl der 1980 entstandene Boxerfilm Wie ein wilder Stier als Meisterwerk gehandelt wurde, hielt sich Scorseses Ruf als Kassengift, der auch die boshafte Komödie King of Comedy (1983) an den Kinokassen floppen ließ. Einzig die von ihm initiierte Kampagne zur Restaurierung alter Hollywoodfilme brachte ihm eine positive Presse. Wegen massiver Proteste religiöser Gruppierungen wurden die Dreharbeiten zur lange vorbereiteten Jesus-Verfilmung Die letzte Versuchung Christi 1983 zunächst abgesagt.

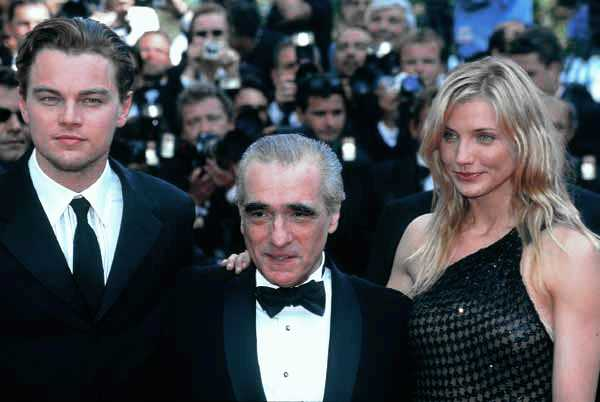
Scorsese mit Leonardo DiCaprio und Cameron Diaz bei den Filmfestspielen von Cannes 2002

In Cannes wurde Scorsese 1986 als bester Regisseur für Die Zeit nach Mitternacht ausgezeichnet und zurück ins Rampenlicht gerückt. Sein Billard-Drama Die Farbe des Geldes spielte weltweit 130 Mio. Dollar ein, Die letzte Versuchung Christi (1988) wurde mit dem Soundtrack Passion: Music for The Last Temptation of Christ von Peter Gabriel trotz des Boykotts christlicher Gruppen ein Achtungserfolg. Mit der Thriller-Neuverfilmung Kap der Angst (1991) und dem Kostümfilm Zeit der Unschuld (1993) betrat Scorsese künstlerisches Neuland. 1995 beschloss er mit Casino seine Mafia-Trilogie, die er mit Hexenkessel und GoodFellas – Drei Jahrzehnte in der Mafia (1990) begonnen hatte. Auch die Verfilmung der Jugendjahre des Dalai Lama (Kundun, 1997) und das New-York-Drama Bringing Out the Dead (1999) wurden von der Kritik gelobt. Den kommerziellen Höhepunkt seiner Karriere erreichte Scorsese aber mit Gangs of New York (2002), Aviator (2004) und Departed – Unter Feinden (2006), jeweils mit Leonardo DiCaprio in der Hauptrolle.
Obwohl Scorsese als einer der wichtigsten zeitgenössischen US-Filmemacher gilt, blieb ihm der Regie-Oscar lange Zeit verwehrt. Erst 26 Jahre nach seiner ersten Nominierung für Wie ein wilder Stier gewann er 2007 den Academy Award für Departed – Unter Feinden, eine US-amerikanische Neuverfilmung des Hongkong-Films Infernal Affairs. Insgesamt gewann das Gangsterepos mit Leonardo DiCaprio, Matt Damon, Jack Nicholson und Mark Wahlberg vier Oscars; es brachte ihm außerdem den Golden Globe Award und endlich den Preis der Directors Guild of America ein, für den er bereits zum siebten Mal, unter anderem nach Taxi Driver und GoodFellas, nominiert war.
Neben seiner Arbeit als Filmregisseur, Drehbuchautor und Produzent, 2003 gründete er Sikelia Productions, zeichnete Scorsese auch für zahlreiche Dokumentationen verantwortlich. Autobiographischen Werken wie Italianamerican (1974) stehen dabei Künstlerporträts über die kanadisch-amerikanische Rockband The Band (The Band, 1978), Giorgio Armani (Made in Milan, 1990), Bob Dylan (No Direction Home – Bob Dylan, 2005) oder George Harrison (George Harrison – Living In The Material World, 2011) gegenüber. Als Schauspieler absolvierte Scorsese auch kleinere Auftritte in seinen Filmen Gangs of New York, Taxi Driver und Aviator sowie in Robert Redfords preisgekröntem Drama Quiz Show (1994). Als Filmeditor wirkte er zu Beginn seiner Karriere an der Dokumentation Woodstock (1970) mit. 2004 lieh er in dem Animationsfilm Große Haie – Kleine Fische einer nach seiner Person gezeichneten Figur seine Stimme.
Martin Scorsese ist seit 1999 mit der Filmproduzentin Helen Morris verheiratet. Es ist bereits seine fünfte Ehe; zuvor war der dreifache Vater unter anderem Gatte der bekannten italienischen Filmschauspielerin Isabella Rossellini (1979–1983) und der Filmproduzentin Barbara De Fina (1985–1991). Außerdem war er von 1989 bis 1997 mit der Schauspielerin Illeana Douglas liiert, die er in mehreren seiner Filme besetzte.
Seine 1976 und 1999 geborenen Töchter Domenica Cameron-Scorsese (aus der Ehe mit der Drehbuchautorin und Regisseurin Julia Cameron) und Francesca Scorsese (aus der Ehe mit Morris) betraute er in einigen Filmen mit kleineren Rollen. 2003 wurde Scorsese mit einem Stern auf dem Hollywood Walk of Fame (6801 Hollywood Boulevard) geehrt.
Bei der Verleihung der Golden Globe Awards 2010 wurde Scorsese durch Leonardo DiCaprio und Robert De Niro für sein Lebenswerk mit dem Cecil B. deMille Award geehrt. Im selben Jahr startete die von ihm koproduzierte HBO-Serie Boardwalk Empire, für die er beim Pilotfilm auch die Regie übernahm, was zu einem Emmy führte. Die Geschichte um den Aufstieg eines US-amerikanischen Seebads zur Zeit der Prohibition lehnt sich an das gleichnamige Buch von Nelson Johnson aus dem Jahr 2002 an, in dem dieser den Aufstieg von Atlantic City beschrieb.

## Mehrfach eingesetzte Darsteller
Mit einigen prominenten Darstellern hat Scorsese mehrfach zusammengearbeitet.
Besonders bekannt sind:
|                   | Wer klopft denn da an meine Tür? (1967) | Hexenkessel (1973)        | Alice lebt hier nicht mehr (1974) | Taxi Driver (1976)      | New York, New York (1977) | Wie ein wilder Stier (1980) | The King of Comedy (1982) | Die letzte Versuchung Christi (1988) | New Yorker Geschichten (1989) | GoodFellas (1990) | Kap der Angst (1991)  | Zeit der Unschuld (1993) | Casino (1995)       | Gangs of New York (2002) | Aviator (2004) | Departed – Unter Feinden (2006) | Shutter Island (2010)                 | Hugo Cabret (2011) | The Wolf of Wallstreet (2013) | Silence (2016)           | The Irishman (2019)                | Killers of the Flower Moon (2023) |
| Schauspieler      | Schauspieler                            | Schauspieler              | Schauspieler                      | Schauspieler            | Schauspieler              | Schauspieler                | Schauspieler              | Schauspieler                         | Schauspieler                  | Schauspieler      | Schauspieler          | Schauspieler             | Schauspieler        | Schauspieler             | Schauspieler   | Schauspieler                    | Schauspieler                          | Schauspieler       | Schauspieler                  | Schauspieler             | Schauspieler                       | Schauspieler                      |
| ----------------- | --------------------------------------- | ------------------------- | --------------------------------- | ----------------------- | ------------------------- | --------------------------- | ------------------------- | ------------------------------------ | ----------------------------- | ----------------- | --------------------- | ------------------------ | ------------------- | ------------------------ | -------------- | ------------------------------- | ------------------------------------- | ------------------ | ----------------------------- | ------------------------ | ---------------------------------- | --------------------------------- |
| Robert De Niro    |                                         | John „Johnny Boy“ Civello |                                   | Travis Bickle           | Jimmy Doyle               | Jake LaMotta                | Rupert Pupkin             |                                      |                               | Jimmy Conway      | Maximilian „Max“ Cady |                          | Sam „Ace“ Rothstein |                          |                |                                 |                                       |                    |                               |                          | Frank „The Irishman“ Sheeran       | William „King“ Hale               |
| Leonardo DiCaprio |                                         |                           |                                   |                         |                           |                             |                           |                                      |                               |                   |                       |                          |                     | Amsterdam Vallon         | Howard Hughes  | William „Billy“ Costigan        | Edward „Teddy“ Daniels/Andrew Laeddis |                    | Jordan Belfort                |                          |                                    | Ernest Burkhart                   |
| Harvey Keitel     | J.R.                                    | Charlie Cappa             | Ben Eberhart                      | Matthew „Sport“ Higgins |                           |                             |                           | Judas Iscariot                       |                               |                   |                       |                          |                     |                          |                |                                 |                                       |                    |                               |                          | Angelo Bruno                       |                                   |
| Joe Pesci         |                                         |                           |                                   |                         |                           | Joey LaMotta                |                           |                                      |                               | Tommy DeVito      |                       |                          | Nicky Santoro       |                          |                |                                 |                                       |                    |                               |                          | Rosario „Russell“ Alberto Bufalino |                                   |
| Frank Vincent     |                                         |                           |                                   |                         |                           | Salvy Batts                 |                           |                                      |                               | Billy Batts       |                       |                          | Frank Marino        |                          |                |                                 |                                       |                    |                               |                          |                                    |                                   |
| Daniel Day-Lewis  |                                         |                           |                                   |                         |                           |                             |                           |                                      |                               |                   |                       | Newland Archer           |                     | William Cutting          |                |                                 |                                       |                    |                               |                          |                                    |                                   |
| Jodie Foster      |                                         |                           | Audrey                            | Iris Steensma           |                           |                             |                           |                                      |                               |                   |                       |                          |                     |                          |                |                                 |                                       |                    |                               |                          |                                    |                                   |
| Willem Dafoe      |                                         |                           |                                   |                         |                           |                             |                           | Jesus Christus                       |                               |                   |                       |                          |                     |                          | Roland Sweet   |                                 |                                       |                    |                               |                          |                                    |                                   |
| Nick Nolte        |                                         |                           |                                   |                         |                           |                             |                           |                                      | Lionel Dobie                  |                   | Sam Bowden            |                          |                     |                          |                |                                 |                                       |                    |                               |                          |                                    |                                   |
| Liam Neeson       |                                         |                           |                                   |                         |                           |                             |                           |                                      |                               |                   |                       |                          |                     | Priest Vallon            |                |                                 |                                       |                    |                               | Pater Cristóvão Ferreira |                                    |                                   |
| Alec Baldwin      |                                         |                           |                                   |                         |                           |                             |                           |                                      |                               |                   |                       |                          |                     |                          | Juan Trippe    | Cpt. George Ellerby             |                                       |                    |                               |                          |                                    |                                   |
| Jude Law          |                                         |                           |                                   |                         |                           |                             |                           |                                      |                               |                   |                       |                          |                     |                          | Errol Flynn    |                                 |                                       | Hugos Vater        |                               |                          |                                    |                                   |
| Ray Winstone      |                                         |                           |                                   |                         |                           |                             |                           |                                      |                               |                   |                       |                          |                     |                          |                | Arnold French                   |                                       | Onkel Claude       |                               |                          |                                    |                                   |
| Ben Kingsley      |                                         |                           |                                   |                         |                           |                             |                           |                                      |                               |                   |                       |                          |                     |                          |                |                                 | Dr. John Cawley                       | Papa Georges       |                               |                          |                                    |                                   |
| Emily Mortimer    |                                         |                           |                                   |                         |                           |                             |                           |                                      |                               |                   |                       |                          |                     |                          |                |                                 | Rachel Solando                        | Lisette            |                               |                          |                                    |                                   |
| Jesse Plemons     |                                         |                           |                                   |                         |                           |                             |                           |                                      |                               |                   |                       |                          |                     |                          |                |                                 |                                       |                    |                               |                          | Charles „Chuckie“ O’Brien          | Tom White                         |

## Filmografie (Auswahl)
| Platz | Film                                      |
| ----- | ----------------------------------------- |
| 017   | GoodFellas – Drei Jahrzehnte in der Mafia |
| 039   | Departed – Unter Feinden                  |
| 126   | Taxi Driver                               |
| 131   | The Wolf of Wall Street                   |
| 140   | Shutter Island                            |
| 142   | Casino                                    |
| 168   | Wie ein wilder Stier                      |

Mit inzwischen sieben Filmen in den Top 250 der IMDb ist Scorsese in dieser Hinsicht zusammen mit Christopher Nolan, Steven Spielberg und Stanley Kubrick der erfolgreichste Regisseur.

### Kurzfilme
- 1959: Vesuvius VI
- 1963: What’s a Nice Girl Like You Doing in a Place Like This?
- 1964: It’s Not Just You, Murray!
- 1967: The Big Shave
- 1987: Bad – Musikvideo zu Michael Jacksons gleichnamigem Hit (Regie)
- 1990: Made in Milan
- 2007: The Key to Reserva – Werbefilm für Freixenet[6] (Darsteller, Regie)

### Spielfilme
- 1967: Wer klopft denn da an meine Tür? (Who’s That Knocking at My Door?)
- 1972: Die Faust der Rebellen (Boxcar Bertha)
- 1973: Hexenkessel (Mean Streets)
- 1974: Alice lebt hier nicht mehr (Alice Doesn’t Live Here Anymore)
- 1976: Taxi Driver
- 1977: New York, New York
- 1980: Wie ein wilder Stier (Raging Bull)
- 1982: The King of Comedy
- 1983: Anna Pawlowa – Ein Leben für den Tanz (Anna Pawlowa, nur Darsteller)
- 1985: Die Zeit nach Mitternacht (After Hours)
- 1986: Die Farbe des Geldes (The Color of Money)
- 1988: Die letzte Versuchung Christi (The Last Temptation of Christ)
- 1989: New Yorker Geschichten (New York Stories)
- 1990: Akira Kurosawas Träume (Yume, nur Darsteller)
- 1990: GoodFellas – Drei Jahrzehnte in der Mafia (Goodfellas)
- 1991: Kap der Angst (Cape Fear)
- 1993: Zeit der Unschuld (The Age of Innocence)
- 1995: Casino
- 1997: Kundun
- 1999: Bringing Out the Dead – Nächte der Erinnerung (Bringing Out the Dead)
- 2002: Gangs of New York
- 2004: Aviator (The Aviator)
- 2006: Departed – Unter Feinden (The Departed)
- 2010: Shutter Island
- 2011: Hugo Cabret (Hugo)
- 2013: The Wolf of Wall Street
- 2016: Silence
- 2019: The Irishman
- 2023: Killers of the Flower Moon

### Dokumentarfilme
- 1970: Woodstock (Beteiligung am Schnitt)
- 1974: Italianamerican
- 1978: American Boy
- 1978: The Band (The Last Waltz)
- 1995: Martin Scorsese: Eine Reise durch den amerikanischen Film (A Century of Cinema – A Personal Journey with Martin Scorsese Through American Movies)
- 1999: Meine italienische Reise (Il mio viaggio in Italia)
- 2005: No Direction Home – Bob Dylan (No Direction Home: Bob Dylan)
- 2008: Shine a Light
- 2011: George Harrison – Living in the Material World
- 2014: The 50 Year Argument
- 2019: Rolling Thunder Revue: A Bob Dylan Story by Martin Scorsese
- 2024: Beatles ’64 (als Produzent)

### Fernsehproduktionen
- 1986: Mirror, Mirror – 19. Folge der 1. Staffel der Fernsehserie Unglaubliche Geschichten (Regie)
- 2003: The Blues (Produzent sowie Regie des ersten Films der Miniserie)
- 2004: Lady by the Sea: The Statue of Liberty (Darsteller, Produzent, Buch, Regie)
- 2010: Boardwalk Empire (Produzent sowie Regie des Pilotfilms der Serie)
- 2016: Vinyl (Produzent sowie Regie des Pilotfilms der Serie)
- 2021: Pretend It’s a City (Miniserie) (Interviewer, Produzent, Regie)

### Videoproduktion
- 1990: PoV, (Konzertfilm von der This Way Up Tour von Peter Gabriel) (leitender Produzent)

## Auszeichnungen (Auswahl)
| Platz | Film                 |
| ----- | -------------------- |
| 15    | Taxi Driver          |
| 25    | Wie ein wilder Stier |
| 68    | GoodFellas           |

Oscarverleihung

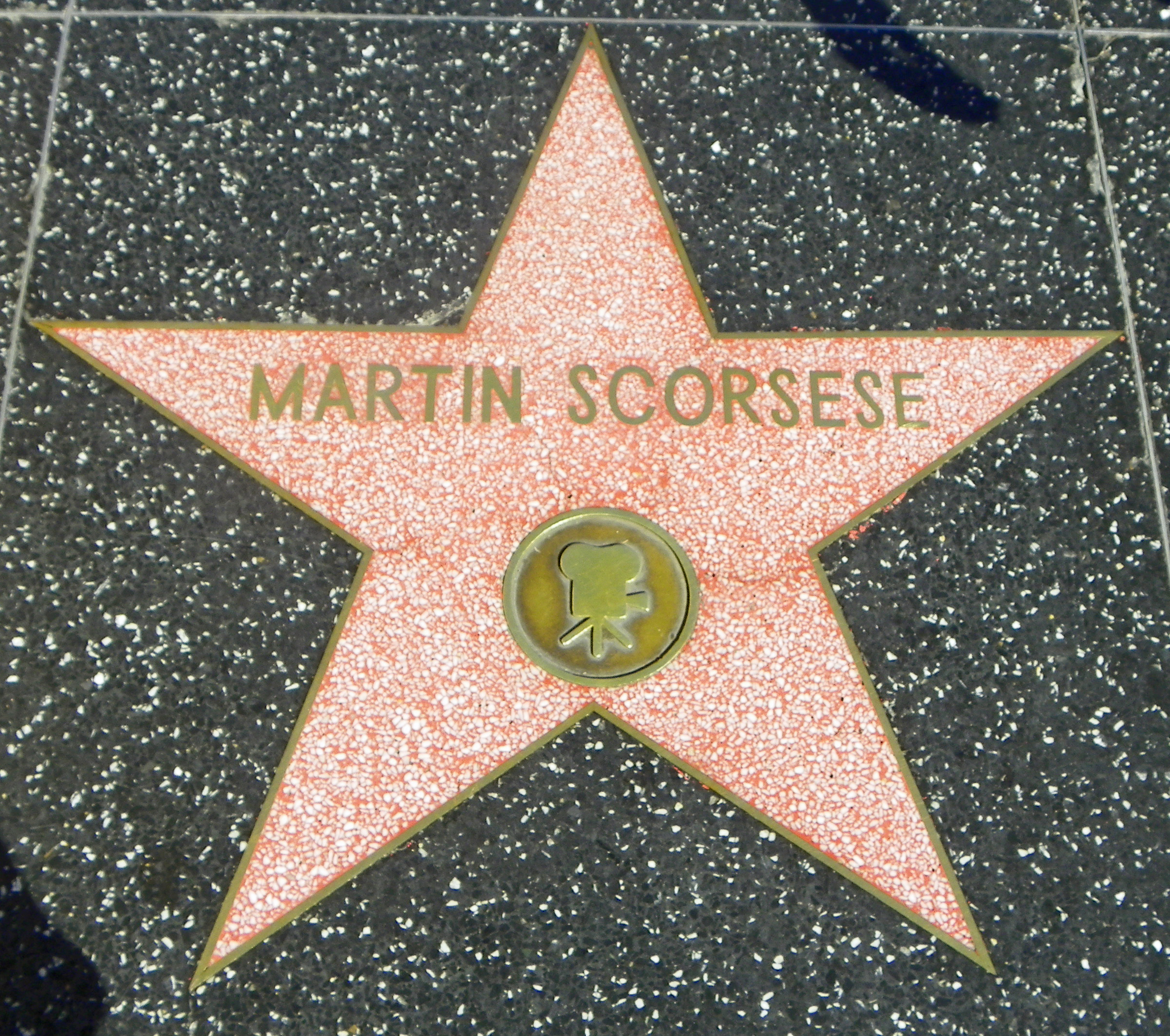
2003 wurde für Scorsese ein Stern auf dem Hollywood Walk of Fame gesetzt

- 1981: Nominierung in der Kategorie Beste Regie für Wie ein wilder Stier
- 1989: Nominierung in der Kategorie Beste Regie für Die letzte Versuchung Christi
- 1991: Nominierung in der Kategorie Beste Regie für GoodFellas – Drei Jahrzehnte in der Mafia
- 1991: Nominierung in der Kategorie Bestes adaptiertes Drehbuch (gemeinsam mit Nicholas Pileggi) für GoodFellas – Drei Jahrzehnte in der Mafia
- 1994: Nominierung in der Kategorie Bestes adaptiertes Drehbuch (gemeinsam mit Jay Cocks) für Zeit der Unschuld
- 2003: Nominierung in der Kategorie Beste Regie für Gangs of New York
- 2005: Nominierung in der Kategorie Beste Regie für Aviator
- 2007: Auszeichnung in der Kategorie Beste Regie für Departed – Unter Feinden
- 2012: Nominierung in der Kategorie Beste Regie für Hugo Cabret
- 2012: Nominierung in der Kategorie Bester Film für Hugo Cabret
- 2014: Nominierung in der Kategorie Beste Regie für The Wolf of Wall Street
- 2014: Nominierung in der Kategorie Bester Film für The Wolf of Wall Street
- 2020: Nominierung in der Kategorie Beste Regie für The Irishman
- 2020: Nominierung in der Kategorie Bester Film für The Irishman
- 2024: Nominierung in der Kategorie Beste Regie für Killers of the Flower Moon
- 2024: Nominierung in der Kategorie Bester Film für Killers of the Flower Moon

Golden Globe Award
- 2003: Auszeichnung in der Kategorie Beste Regie für Gangs of New York
- 2007: Auszeichnung in der Kategorie Beste Regie für Departed – Unter Feinden
- 2012: Auszeichnung in der Kategorie Beste Regie für Hugo Cabret

British Academy Film Award
- 1991: Auszeichnung in der Kategorie Bester Film für GoodFellas – Drei Jahrzehnte in der Mafia
- 1991: Auszeichnung in der Kategorie Beste Regie für GoodFellas – Drei Jahrzehnte in der Mafia
- 1991: Auszeichnung in der Kategorie Bestes adaptiertes Drehbuch für GoodFellas – Drei Jahrzehnte in der Mafia

Internationale Filmfestspiele von Cannes
- 1976: Goldene Palme für Taxi Driver
- 1986: Beste Regie für Die Zeit nach Mitternacht

Internationale Filmfestspiele von Venedig
- 1990: Silberner Löwe für die Beste Regie für GoodFellas – Drei Jahrzehnte in der Mafia

Weitere Auszeichnungen
- Los Angeles Film Critics Association Awards 1990: Beste Regie für GoodFellas – Drei Jahrzehnte in der Mafia
- New York Film Critics Circle Award 1990: Beste Regie für GoodFellas – Drei Jahrzehnte in der Mafia
- Bodil 1991: Bester nicht-europäischer Film für GoodFellas – Drei Jahrzehnte in der Mafia
- National Board of Review Award 1993: Beste Regie für Zeit der Unschuld
- Bodil 1994: Bester amerikanischer Film für Zeit der Unschuld
- AFI Life Achievement Award des American Film Institute, 1997
- Light of Truth Award, 1998
- César 2000: Ehrenpreis
- Ehrenmitglied der American Academy of Arts and Letters, 2000[8]
- Lifetime Achievement Award by the Directors Guild of America, 2003
- National Board of Review Award 2006: Beste Regie für Departed – Unter Feinden
- Aufnahme in die American Academy of Arts and Sciences 2006
- New York Film Critics Circle Award 2006: Beste Regie für Departed – Unter Feinden
- Directors Guild of America 2007: Beste Regie für Departed – Unter Feinden
- Kennedy-Preis 2007
- Aufnahme in die American Philosophical Society[9]
- Cecil B. deMille Award 2010, Sonderpreis für sein Lebenswerk
- Primetime-Emmy-Verleihung 2011: Beste Regie für Boardwalk Empire
- National Board of Review Award 2011: Beste Regie für Hugo Cabret
- Academy Fellowship der BAFTA 2012
- Broadcast Film Critics Association Awards 2012: Bester Dokumentarfilm für George Harrison – Living In The Material World
- Praemium Imperiale 2016
- Prinzessin-von-Asturien-Preis für Kunst 2018
- Goldener Ehrenbär der Berlinale 2024[10]

## Ausstellungen
2013 hat die Deutsche Kinemathek in Berlin die weltweit erste Ausstellung über den Regisseur präsentiert. Die Schau speist sich vornehmlich aus Scorseses Privatsammlung sowie den Sammlungen von Robert De Niro und Paul Schrader aus dem Harry Ransom Center der Universität Texas in Austin. Neben seinem künstlerischen Werk würdigt die Ausstellung zudem Scorseses Engagement für den Erhalt des internationalen Filmerbes, mit dem er eine Brücke zwischen der Geschichte und der Zukunft des Kinos schlägt.

## Dokumentation
- Martin Scorsese – Von Little Italy nach Hollywood. Regie: Yal Sadat und Camille Juza, ARTE F, Frankreich, 53 Minuten, 2022